# Phil Sharp
Phil Sharp, né le 11 mai 1981 à Jersey, est un navigateur britannique ayant pratiqué en Classe Mini, en Figaro et en Class40. Il a en particulier remporté le championnat de cette classe en 2017 et 2018. Il promeut les énergies propres en ne rejetant aucun CO2.

## Carrière

### Construction d'un Imoca
En 2023, Sharp fait construire un foiler Imoca, sur un plan Samuel Manuard, au chantier nantais Black Pepper, co-armateur du bateau. Oceanslab Innovations est mis à l'eau le 20 octobre 2023. Il est basé à La Rochelle. Tout le système électrique du bord fonctionne sans recours à une énergie fossile. 
Après une mise à l'eau le 3 novembre 2023, Sharp souhaite participé au Retour à la Base, course en solitaire Fort-de-France-Lorient, qualificative pour le Vendée Globe 2024,. Victime d'une avarie lors du convoyage vers la Martinique, il ne peut se présenter au départ de la course, ce qui compromet ses chances de qualification au Vendée Globe 2024-2025. Il se concentre alors sur la participation à The Ocean Race Europe.

## Palmarès
- 2019 :
  - record du tour de l'île de Wight sur le Class40 Océans Lab en 5 heures 5 minutes et 4 secondes le 1re décembre[9]
- 2018 :
  - vainqueur du Championnat Class40
  - 3e de la Route du Rhum - Destination Guadeloupe en catégorie Class40 sur Imerys Clean Energy en 16 jours, 13 heures, 1 minute et 50 secondes[10] ; 21e au classement général
  - vainqueur de la Seventar Round Britain & Ireland Race avec Julien Pulvé, Pablo Santurde Del Arco et Sam MATSON sur Imerys Clean Energy[10]
  - 2e de la Drheam Cup Destination Cotentin (La Trinité-sur-Mer → Cherbourg-en-Cotentin) en Class40 sur Imerys Clean Energy, en 4 jours, 2 heures, 49 minutes et 41 secondes[10]
  - vainqueur de la Normandy Channel Race avec Julien Pulvé sur Imerys Clean Energy[10]
  - 3e des 1 000 milles des Sables sur Imerys Clean Energy[10]

- 2017 :
  - vainqueur du Championnat Class40
  - 3e de la Transat Jacques-Vabre (Le Havre → Salvador de Bahia) avec Pablo Santurde del Arco en catégorie Class40 sur Imerys, en 17 jours, 15 heures, 58 minutes et 41 secondes[10]
  - 2e de la Rolex Fastnet Race avec Pablo Santurde Del Arco, Robin Marais et Pietro Luciani sur Imerys[10]
  - 2e de Les Sables-Horta-Les Sables avec Corentin Douguet et Adrien Hardy sur Imerys, en 11 jours, 8 heures, 41 minutes et 40 secondes[10]
  - vainqueur de la Normandy Channel Race avec Pablo Santurde Del Arco sur Imerys[10]
  - vainqueur du Grand prix Guyader avec Pablo Santurde Del Arco, Robin Marais, Arthur Le Vaillant, Corentin Douguet et Sami Al Shukaizi sur Imerys[10]

- 2016 :
  - 2e de la Normandy Channel Race avec Sam Manuard sur Imerys[10]
  - 7e de la Transat Québec-Saint-Malo avec Adrien Hardy et Milan Kolacek sur Imerys, en 12 jours, 2 heures, 24 minutes et 45 secondes[10]
  - 3e de la Transat anglaise en Class40 sur Imerys[10]

- 2011 :
  - vainqueur de la Solo Basse-Normandie en Figaro[11]
  - vainqueur de la Solo La Grande Motte en Figaro

- 2006 :
  - vainqueur de la Route du Rhum en catégorie Class40 sur philsharpracing.com, en 18 jours, 10 heures, 21 minutes et 18 secondes

- 2005 :
  - 3e de la Transgacogne en Proto sur Le Gallais
  - 4e de la Transat 6.50 en Proto sur Le Gallais[12]